# 天鼎穴
天鼎穴是属于手陽明大腸經的腧穴。

## 定位
胸鎖乳突肌後緣，喉結旁，扶突穴與缺盆穴連線中點。

## 主治
咽喉腫痛、梅核氣等。

## 操作
直刺0.3～0.5寸；可灸。